# Tilidin

Strukturformel för de två enantiomererna av tilidin.

Tilidin, summaformel C17H23NO2, är ett smärtstillande preparat som tillhör gruppen opioider.
Substansen är narkotikaklassad och ingår i förteckningen N I i 1961 års allmänna narkotikakonvention, samt i förteckning II i Sverige.

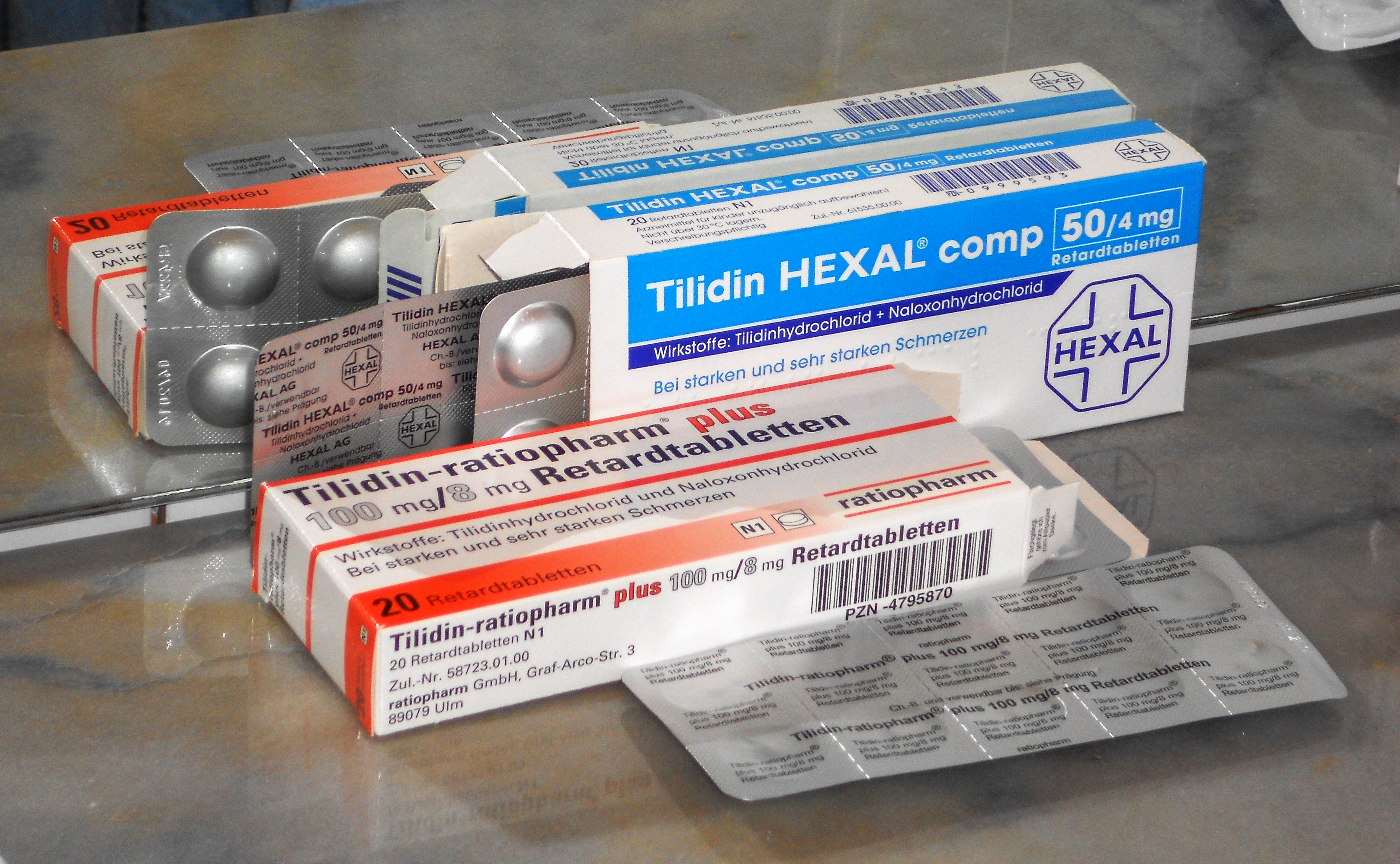
Tilidin